# Enrique I de Baden-Hachberg
Enrique I de Baden (antes de 1190-2 de julio de 1231), más tarde margrave de Baden-Hachberg, fue con su hermano Germán V de Baden margrave de Verona y de Baden. Fue el fundador de la línea de margraves de Baden-Hachberg.

## Biografía
Enrique I era hijo de Germán IV de Baden y de Berta de Tubinga. Se estrenó en política al lado de su hermano Germán V. Con el tiempo este separa en 1212 un territorio del margraviato de Baden y devino soberano, atribuyéndose el título de margrave de Baden-Hachberg. Hay poca información documentada que proporcione información sobre la vida y las acciones de Enrique I, siendo mencionado por vez primera en 1212. Su margraviato estuvo por desgracia sujeto a conflictos y condujo a numerosos incidentes territoriales.
En 1218, Enrique recibió del emperador Federico II Hohenstaufen el landgraviato de Brisgovia después de la muerte de Bertoldo V, último miembro de la línea de los landgraves de Brisgovia.
Enrique fue enterrado en la iglesia de la abadía de Tennenbach, cuya construcción había sido apoyada por los Baden-Hachberg. 

### Matrimonio y descendencia
Enrique se casó con Inés de Urach, una de las hijas del conde Egon IV de Urach y de Inés de Zähringen, hija de Bertoldo, que se convirtió en regente en 1231 durante la minoría de su primogénito. De la unión de Enrique e Inés de Urach nacieron:
- Enrique II, que le sucedió como margrave de Baden-Hachberg
- Werner, canónigo en Estrasburgo
- Germán.